# Pierandrea Semeraro
Pierandrea Semeraro (Lecce, 29 aprile 1973) è un imprenditore e dirigente sportivo italiano.
È stato presidente dell'Unione Sportiva Lecce, dopo il fratello dal 2002 al 2005 e il padre dal 2006 al 2010.

## Carriera
Imprenditore nel settore nautico e vinicolo nella holding di famiglia.
Il 30 giugno 2010 diventa presidente dell'Unione Sportiva Lecce, carica precedentemente occupata dal padre Giovanni Semeraro.
Tirato in ballo nell'ambito dell'inchiesta del calcioscommesse per il derby Bari-Lecce del 2011, il 26 luglio viene deferito dal procuratore federale Stefano Palazzi per illecito sportivo.
Il 3 agosto il procuratore federale Stefano Palazzi richiede per lui 5 anni di inibizione più preclusione mentre per il Lecce richiede la retrocessione in Lega Pro con 6 punti di penalizzazione.
Il 10 agosto in primo grado e il 22 agosto in secondo grado la Commissione Disciplinare gli conferma la squalifica.
Il 26 gennaio 2013, il TNAS ha ridotto l'inibizione a 4 anni.